# Kirkjuvatn
El Kirkjuvatn és un llac de l'illa de Suðuroy, a les illes Fèroe. Amb una superfície de 0,17 km², és el llac més gran de l'illa de Suðuroy i el setè en extensió de tot l'arxipèlag.

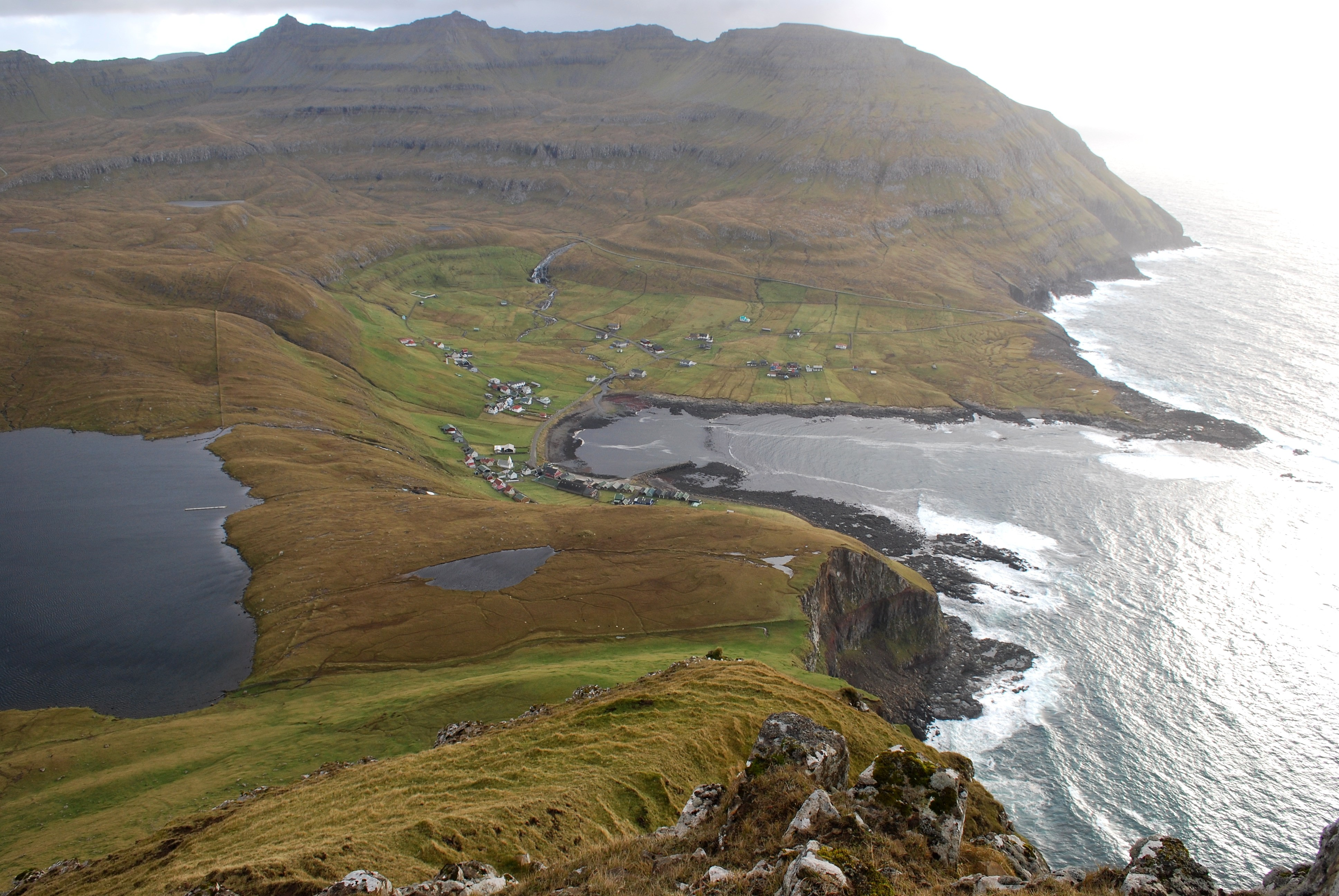
El Kirkjuvatn (a l'esquerra) sobre la població de Famjin.

El llac es troba just al nord de la població de Fámjin, a la costa oest de Suðuroy. Fámjin és l'únic poble de l'illa que mira directament a l'oest. Hi ha un altre poble, Sumba, que també es troba a la costa oest, tot i que la seva orientació és al sud-oest. El llac aboca les seves aigües a l'Atlàntic a través d'un petit curs d'aigua que travessa la localitat de Famjin.
El seu nom significa "Llac de l'Església" (de kirkja, "església" i vatn, "llac").
El llac s'ha convertit en una atracció turística, ja que hi ha camins (un xic costeruts) que t'hi porten des de Famjin i, a més, és un bon lloc per a la pràctica de le pesca.